# Omfartsvej ved Ribe
|  | Sammenskrivningsforslag Artiklen Omfartsvej ved Ribe er foreslået føjet ind i Ringvejen (Ribe). (Siden april 2022) Diskutér forslaget Kort begrundelse: Omhandler stort set samme emne |

Omfartsvej ved Ribe er omfartsvej vest om Ribe, oprindelig opført i 1953-54. Omfartsvejen har fra 2012 og til 2020 været genstand for megen debat. Vejen er en del af primærrute 11 og primærrute 24.

## Begyndelsen
I takt med at den tunge trafik gennem Ribe's små gader steg i starten af 1900 tallet, opstod også tanken om at lede trafikken uden om Ribe. 
Først i starten af 1950'erne blev man enige om finansieringen: Ribe Kommune skulle betale for opførelsen af omfartsvejen og efter 5 år skulle vejen overgå til Ribe Amt.
Den 30. september 1954 stod omfartsvejen og broen over Ribe Å færdig. Det kostede Ribe Kommune 306.566,- kr. at opføre det hele. Planen var, at det omkostningerne på vedligeholdelsen skulle overgå til Ribe Amt 5 år efter.
Sådan gik det ikke. Omfartsvejen går ud i Ribe Marsken og undergrunden er meget fugtig og sandet, hvorfor den nyopført vej og bro satte sig hele 25-30 cm. Dette ville Ribe Amt ikke overtage.
Først efter et større udbedringsarbejde, overtager Ribe Amt vej og bro d. 20. september 1967.

## Nutid
I 2012 gennemførte Vejdirektoratet en forundersøgelse af Rute 11 og Rute 24 mellem Esbjergmotorvejen og grænsen til Tyskland . Undersøgelsen viste at de største trafikale problemer var omkring Ribe. Ved Ribe kørte der ca. 11.000-13.000 i døgnet.
I undersøgelsen er der forslået to linjeføring A og B.
A. 2+1 sporet motortrafikvej der løber fra Ringvejen og vest om Ribe ud i åbnet land, den passere et Natura 2000 område og berører bl.a. områder med kulturhistorisk interesse. Vejen ender i Varde Hovedvej ved Gredstedbro.
B. 2+1 sporet motortrafikvej der ligeledes løber langs Ringvejen, den er mere bynær end A løsningen og passerer et Natura 2000 område samt kirkeomgivelserne for Ribe Domkirke. Vejen ender i Vardevej Hovedvej ved Gredstedbro. 
Den 21 marts 2013 besluttede forligspartierne i den politiske aftale om en ny Storstrømsbroen, Holstebromotorvejen og en Ny fjordforbindelse ved Frederikssund at igangsætte en VVM-redegørelse af en omfartsvej ved Ribe. VVM forventedes færdig i sommeren 2015.
Den 26 august 2016 blev regeringen og oppositionen enige om en ny trafikaftale, og at gå videre med linjeføring C. I aftalen besluttede man at bruge 186,6 mio på at udvide den eksisterende Plantagevej/Trojelsvej igennem Ribe Nørremark fra 2 til 4 spor og opføre en ny klapbro over Ribe Å på den eksisterende omfartsvej, da den foreslåede ny 2+1 sporede motortrafikvej til ca. 530 millioner ville blive for dyr og ødelægge det fredede marskområde vest for Ribe.